# لمياء بومهدي
لمياء بومهدي (27 سبتمر 1983 في برشيد) هي مدربة كرة قدم ولاعبة مغربية سابقة، لعبت كمهاجمة وقائدة للمنتخب المغربي للسيدات. لعبت مع نادي برشيد المغربي ومع نادي الصداقة اللبناني. تدرب نادي تي بي مازيمبي الكونغولي للسيدات.
تعتبر أصغر لاعبة تشارك مع المنتخب المغربي للسيدات بعمر 16 سنة. في عام 2024، أصبحت أول امرأة تفوز بلقب دوري أبطال إفريقيا للسيدات عندما قادت نادي تي بي مازيمبي الكونغولي لأول لقب له في البطولة 2024.

## مسيرتها
لمياء بومهدي، من مواليد 27 سبتمبر 1983 ببرشيد، لاعبة كرة قدم مغربية تعتبر أصغر لاعبة تظهر لأول مرة مع المنتخب المغربي. اكتشفت كرة القدم في وقت مبكر جدًا بفضل والدتها عندما كانت في السابعة من عمرها، لعبت بومهدي كرة القدم مع الأولاد حتى سن الثالثة عشرة، وهو العام الذي أسست فيه والدتها فريق برشيد النسوي، ولعبت فيه لعدة مواسم.
وفي عام 2003، غادرت المغرب نحو فرنسا للإختبار في باريس سان جيرمان، وفي عام 2004، غادرت إلى النرويج لتجربتها في أحد الأندية في تروندهايم. لكنها أصيبت في فكها في حادث. إصابة أبعدتها عن الملاعب لعدة أسابيع. بعد فرنسا والنرويج، سافرت لمياء بومهدي إلى إيطاليا ولعبت لبضعة أشهر في ناد بمدينة بيروجيا (بيروجيا لكرة الصالات)، قبل أن تعود إلى المغرب وتعود إلى ناديها الأم برشيد والذي فازت معه بالعديد من الألقاب الوطنية والإقليمية. خلال صيف 2007، سافرت لمياء بومهدي مع نادي برشيد إلى تونس العاصمة لتمثيل المغرب في كأس شمال إفريقيا للأندية، والذي تمكنت من تحقيقه كأول لقب خارجي لنادي مغربي نسوي.
خلال الموسم الرياضي 2008-2009، توجهت إلى لبنان لتلعب مع نادي الصداقة الذي فازت معه ببطولة لبنان وكأس لبنان. كما حصلت على لقب هداف البطولة اللبنانية (14 هدفا).

## الإنجازات

### كلاعبة
| نادي برشيد (5) | نادي الصداقة (2)                                                 | المغرب تحت 20 عام (1)           |
| --- | ---------------------------------------------------------------- | ------------------------------- |
| - البطولة الوطنية المغربية (3): - البطل: 2005 و 2006 و 2008 - الوصيف: 2007 - كأس العرش (1): - الفائز: 2008 - كأس شمال إفريقيا للأندية (1): - الفائز: 2007 | - بطولة لبنان (1): - البطل: 2009 - كأس لبنان (1): - الفائز: 2009 | - كأس العرب (1): - الفائز: 2001 |

### كمدربة
| المغرب تحت 20 عام (1)                                                             | مازيمبي الكونغولي (4) |
| --------------------------------------------------------------------------------- | --- |
| - دورة اتحاد شمال إفريقيا (1): - البطل: 2019 - الألعاب الإفريقية - المركز 3: 2019 | - الدوري الكونغولي الممتاز (2): - البطل: 2023 و 2024 - بطولة يونيفاك (1): - الفائز: 2024 - دوري أبطال إفريقيا (1): - الفائز: 2024 |

فردية
- أفضل مدربة في دوري أبطال إفريقيا للسيدات: 2024
- أفضل مدربة في إفريقيا (للسيدات): 2024[11]